# Врчићи
Врчићи су насељено место у саставу града Пага, на острву Пагу у Задарској жупанији, Република Хрватска.

## Историја
До територијалне реорганизације у Хрватској насеље се налазило у саставу старе општине Паг.

## Становништво
На попису становништва 2011. године, Врчићи су имали 41 становника.